# リーマン幾何学の基本定理
- 数学 > 幾何学 > 多様体論 > 微分幾何学 > リーマン幾何学 > レヴィ・チヴィタ接続 > リーマン幾何学の基本定理

リーマン幾何学において、リーマン幾何学の基本定理(fundamental theorem of Riemannian geometry)は、任意のリーマン多様体（あるいは、擬リーマン多様体）には、捩れのない計量接続が一意的に存在するという定理である。この接続は、与えられた計量のレヴィ・チヴィタ接続(Levi-Civita connection)と呼ばれる。ここに、計量接続（あるいは、リーマン接続）は、計量テンソルを保存する接続である。正確には、
リーマン幾何学の基本定理：(M, g) をリーマン多様体（あるいは、擬リーマン多様体）とすると、一意に次の条件を満たす接続 ∇ が存在する。
- 任意のベクトル場 X, Y, Z に対し、

{\displaystyle \partial _{X}\langle Y,Z\rangle =\langle \nabla _{X}Y,Z\rangle +\langle Y,\nabla _{X}Z\rangle ,}
ここに {\displaystyle \partial _{X}\langle Y,Z\rangle } はベクトル場 X に沿った函数 {\displaystyle \langle Y,Z\rangle } の微分を表す。
- 任意のベクトル場 X, Y に対し、

{\displaystyle \nabla _{X}Y-\nabla _{Y}X=[X,Y],}
である。ここに [X, Y] はベクトル場 X, Y のリーのブラケットである。
第一の条件は、計量テンソルは平行移動により保存されることを意味し、一方、第二の条件は接続 ∇ の捩率テンソルが 0 であることを表している。
基本定理の拡張は、擬リーマン多様体が与えられると、一意に接続が存在し、任意のベクトル値 2-形式を持つ計量テンソルを捩率として保存するという定理となる。
次のテクニカルな証明は、局所座標系で接続の座標表現であるクリストッフェル記号を示している。与えられた計量に対し、この（局所座標系を使う）方程式の集合は、むしろ複雑である。与えられた計量に対し、クリストッフェルの記号を使うよりも早く、より簡単な方法がある。この方法は、作用積分やオイラー・ラグランジュ方程式を使う方法である。

## 証明
m を M の次元とし、ある局所座標系で、標準座標のベクトル場
{\displaystyle {\partial }_{i}={\frac {\partial }{\partial x^{i}}},\qquad i=1,\dots ,m.}
を考える。すると、局所的に、計量テンソルの要素 gij は、
{\displaystyle g_{ij}=\left\langle {\partial }_{i},{\partial }_{j}\right\rangle }
として与えられる。接続を特定するためには、すべての i, j と k に対し、
{\displaystyle \left\langle \nabla _{\partial _{i}}\partial _{j},\partial _{k}\right\rangle }
であることで充分である。また、局所的には、接続は、m3 滑らかな函数であり、
{\displaystyle \left\{\Gamma ^{l}{}_{ij}\right\},}
により与えられる。ここに、
{\displaystyle \nabla _{\partial _{i}}\partial _{j}=\sum _{l}\Gamma _{ij}^{l}\partial _{l}}
である。捩れのない性質は、
{\displaystyle \nabla _{\partial _{i}}\partial _{j}=\nabla _{\partial _{j}}\partial _{i}}
を意味する。他方、リーマン計量との整合性は、
{\displaystyle \partial _{k}g_{ij}=\left\langle \nabla _{\partial _{k}}\partial _{i},\partial _{j}\rangle +\langle \partial _{i},\nabla _{\partial _{k}}\partial _{j}\right\rangle }
を意味する。固定された i, j と k に対し、置換すると 6 変数の 3つの方程式が与えられる。捩れのない前提は、変数の数が 3 となる。結果として現れる 3つの方程式の線型系は、一意な解
{\displaystyle \left\langle \nabla _{\partial _{i}}\partial _{j},\partial _{k}\right\rangle ={\tfrac {1}{2}}\left(\partial _{i}g_{jk}-\partial _{k}g_{ij}+\partial _{j}g_{ik}\right).}
を与える。これは第一クリストッフェルの恒等式(first Christoffel identity)である。
アインシュタインの総和記号を使い、
{\displaystyle \left\langle \nabla _{\partial _{i}}\partial _{j},\partial _{k}\right\rangle =\Gamma _{ij}^{l}g_{lk},}
を得る。すなわち、繰り返し使われるインデックスは、すべての値を渡り足し上げる。計量テンソルをひっくり返すと、第二クリストッフェルの恒等式(second Christoffel identity)を得られる。
{\displaystyle \Gamma _{ij}^{l}={\tfrac {1}{2}}\left(\partial _{i}g_{jk}-\partial _{k}g_{ij}+\partial _{j}g_{ik}\right)g^{kl}.}
繰り返すが、アインシュタイの総和記法を使う。結果として得られる唯一の接続は、レヴィ・チヴィタ接続と呼ばれる。

## Koszul公式
リーマン幾何学の基本定理の別の証明は、リーマン多様体上の捩れのない接続は必然的にKoszul公式(Koszul formula)により与えられることを示すことである。
{\displaystyle 2g(\nabla _{X}Y,Z)=\partial _{X}(g(Y,Z))+\partial _{Y}(g(X,Z))-\partial _{Z}(g(X,Y))+g([X,Y],Z)-g([X,Z],Y)-g([Y,Z],X).}
このことは、レヴィ・チヴィタ接続の一意性を証明する。存在証明は、この表現では X と Z がテンソル的で、Y がライプニッツ則を満たし、よって接続を定義すること示すことで証明される。Y と Z の公式の対称的部分は、第一行の第一項であり、これは計量接続である。X と Y の公式の反対称部分は第二行の第一項である。